# Diocèse de Comayagua
Le diocèse de Comayagua (Dioecesis Comayaguensis) est une Église particulière de l'Église catholique du Honduras.

## Évêques
- Mgr Bernardino N. Mazzarella, O.F.M. du 13 mars 1963 au 30 mai 1979
- Mgr Geraldo D. Joseph Scarpone Caporale, O.F.M. du 30 mai 1979 au 21 mai 2004.
- Mgr Roberto Camilleri Azzopardi, O.F.M. du 21 mai 2024 au 17 octobre 2023.
- Mgr Ángel Falzón, O.F.M. depuis le 14 mai 2024[1].

## Territoire
Son siège est en la cathédrale de l'Immaculée-Conception de Comayagua.
Il comprend les départements de Comayagua et de La Paz.

## Histoire
Le diocèse de Comayagua est restauré le 13 mars 1963 à partir de l'archidiocèse de Tegucigalpa.
En 1561 avait été créé le diocèse de Comayagua depuis le diocèse de Trujillo, qu'il absorbe en 1572. Le 2 février 1916, il est supprimé pour créer les archidiocèse de Tegucigalpa, diocèse de Santa Rosa de Copán et vicariat apostolique de San Pedro Sula.